# Carnivorous
Carnivorous is een studioalbum van Hawkwind, hier in een triobezetting vandaar de toevoeging Light Orchestra. Anderen schreven dit toe aan de strijkklanken onttrokken aan synthesizers, gelijkend op (de latere) Electric Light Orchestra. Bij het uitbrengen van het album bestaat Hawkwind vijftig jaar.

## Inleiding
Volgens het begeleidend boekje verwijst de titel naar de onmatigheid van de mensheid bij het consumeren van vlees en de slechte behandeling door de mensheid van de wereld om haar heen. Voorts is het een anagram van Coronavirus. Dat laatste leidde in 2019 volgens de band tot de opkomst van COVID-19 en de daaruit voortvloeiende coronapandemie. De voorbereidingen voor het album vonden plaats in 2019, maar aangezien de activiteiten van de band kwamen stil te liggen tijdens de lockdowns, kon de band het album snel afgerond worden. De bezetting was navenant klein gehouden, de basisopnamen kwamen tot stand in Devon, maar tijdens de lockdowns was het trio aangewezen op het heen en weer zenden van bestanden. Het was in eerste opzet een soloalbum van Dave Brock, maar gaandeweg bleek dat hij (in beperkte mate) andere musici nodig had. De muziek is (nog steeds) een mengeling van voortbeukende spacerock en psychedelische rock, gelardeerd met vervreemdende geluiden onttrokken aan die synthesizers richting progressieve rock.

## Musici
- Dave Brock – zang, gitaar, basgitaar, toetsinstrumenten, drummachine
- Magnus Martin – zang, gitaar
- Richard Chadwick – drumstel

Met
- Trixie Smith, Kris Brock en Candy Floss – aanvullende zang

## Muziek
| Nr. | Titel                                    | Duur  |
| --- | ---------------------------------------- | ----- |
| 1.  | Expedition to Planet X (Brock)           | 1:25  |
| 2.  | Dyna-mite (Brock)                        | 3:42  |
| 3.  | Void of wasteland (Brock)                | 5:16  |
| 4.  | Repel attract (Brock)                    | 3;12  |
| 5.  | Attraction (Brock, martin)               | 3:20  |
| 6.  | Human behaviour (no sex allowed) (Brock) | 5:40  |
| 7.  | Temple of love (Brock)                   | 1:49  |
| 8.  | Square peg into a round hole (Brock)     | 4:44  |
| 9.  | Windy day (Brock)                        | 4:42  |
| 10. | Model farm blues (Brock)                 | 7:51  |
| 11. | Whose call is it anyway (Brock)          | 3:21  |
| 12. | Lockdown (keep calm) (Brock, Martin)     | 5:43  |
| 13. | The virus (Brock)                        | 10:18 |
| 14. | Forgotten memories (Brock)               | 5:24  |
| 15. | Higher ground (Brock)                    | 4:43  |

The virus wijst op het alternatief van veganisme en vegetarisme, Lockdown op de dystopische wereld tijdens de pandemie, Forgotten memories naar Ziekte van Alzheimer en Human behaviour en No sex allowed over wangedrag binnen de mensheid. 